# Nancy Grace
Nancy Ann Grace (Macon, Georgia, 23 de octubre de 1959) es una comentarista legal y periodista de televisión estadounidense. Fue la presentadora de Nancy Grace de 2005 a 2016, que fue un programa nocturno de noticias y actualidad sobre celebridades en HLN, y también fue la presentadora de Closing Arguments (1996–2007) de Court TV. También coescribió el libro Objection!: How High-Priced Defense Attorneys, Celebrity Defendants, and a 24/7 Media Have Hijacked Our Criminal Justice System. Grace también fue la árbitro de Swift Justice with Nancy Grace en la primera temporada del programa de telerrealidad sindicado.
Grace fue anteriormente fiscal en la oficina del fiscal del distrito de Georgia. Con frecuencia discute temas de lo que ella describe como el punto de vista de los derechos de las víctimas, con un estilo abierto que le ha provocado elogios y críticas.

## Primeros años
Nancy Grace nació en Macon, Georgia, la menor de tres hermanos, en la fábrica de sus padres Elizabeth Grace y Mac Grace, agente de carga de Southern Railway. Sus hermanos mayores son su hermano Mac Jr. y su hermana Ginny. Los Graces son miembros desde hace mucho tiempo de la Iglesia Metodista Unida Liberty de Macon, donde Elizabeth toca el órgano y Mac fue una vez un maestro de la Escuela Dominical.
Grace se graduó de la Academia Windsor de Macon en 1977. Asistió a la Universidad Estatal de Valdosta, y más tarde recibió una B.A. de la Universidad de Mercer. Como estudiante, Grace era fanática de la literatura de Shakespeare, y tenía la intención de convertirse en profesora de inglés después de graduarse de la universidad. Pero después del asesinato de su prometido Keith Griffin cuando tenía 19 años, Grace decidió matricularse en la facultad de derecho y luego se convirtió en fiscal y en defensora de los derechos de las víctimas.
Grace recibió su Juris Doctorde la Facultad de Derecho Walter F. George en Mercer, donde fue miembro de la revisión de la ley. Obtuvo una Maestría en Derecho constitucional y penal de la Universidad de Nueva York. Ha escrito artículos y artículos de opinión para publicaciones periódicas legales, incluido el American Bar Association Journal. Trabajó como secretaria de un juez de tribunal federal y practicó la ley antimonopolio y de protección al consumidor ante la Comisión Federal de Comercio. Ella enseñó litigios en la Facultad de Derecho y Derecho Comercial de la Universidad Estatal de Georgia en la Escuela de Negocios de GSU. A partir de 2006, ella es parte de la junta de síndicos de la Universidad Mercer y adoptó una sección de la calle que rodea la escuela de leyes.

## Carrera como fiscal
Grace trabajó durante casi una década en el Condado de Fulton, Atlanta, fiscalía de distrito de Georgia como fiscal especial. Su trabajo se centró en casos de delitos graves relacionados con asesinatos en serie, violaciones en serie, abuso sexual en serie y incendios provocados en serie. Grace dejó la fiscalía después de que el fiscal de distrito en el que había trabajado decidió no postularse para la reelección.
Mientras que un fiscal, Grace fue amonestada por la Corte Suprema de Georgia por retener pruebas y por hacer declaraciones impropias en un incendio provocado y un caso de asesinato en 1997. La corte anuló la condena en ese caso y descubrió que el comportamiento de Grace «demostraba su desprecio por las nociones de debido proceso y equidad y era inexcusable». Además, una opinión de apelaciones federales del 2005 del juez William H. Pryor, Jr. encontró que Grace «jugó rápido y suelto» con reglas éticas centrales en un caso de triple asesinato en 1990, incluida la retención de pruebas y permitir que un detective de la policía atestigüe falsamente bajo juramento. La condena por asesinato de 1990 fue confirmada a pesar de la mala conducta procesal de Grace.

## Carrera como presentadora
Después de dejar la oficina de los fiscales del condado de Fulton, Grace fue contactada y aceptó una oferta del fundador de Court TV, Steven Brill, para hacer un comentario legal junto a Johnnie Cochran. Cuando Cochran dejó el programa, Grace fue trasladada a un programa de cobertura de prueba individual en Court TV, presentó Trial Heat de 1996 a 2004, luego Closing Arguments de 2004 a 2007, en sustitución de Lisa Bloom y James Curtis, quienes fueron anfitriones de Trial Heat en ese punto.
En 2005, comenzó a presentar un programa de análisis legal en horario estelar llamado Nancy Grace en CNN Headline News (ahora HLN), además de su programa de televisión Court. El 9 de mayo de 2007, Grace anunció que dejaría Court TV para enfocarse más en su programa de CNN Headline News Program y su trabajo de caridad. Ella hizo su último programa en Court TV el 19 de junio de 2007.
Grace tiene un estilo de entrevista distintivo que mezcla preguntas vocales con pantallas de estadísticas multimedia. La Fundación de Mujeres Estadounidenses en Radio y Televisión ha otorgado a Nancy Grace dos Gracie Awards por su programa de televisión Court.
Grace había estado cubriendo la historia de Casey Anthony durante años. Después del controvertido veredicto de encontrar a Casey Anthony como no culpable, su programa en HLN tuvo su mejor puntaje en la historia a las 8 p. m. y 9 p. m. de servicio el martes 5 de julio de 2011.
Grace también fue presentadora de Swift Justice with Nancy Grace que se estrenó el 13 de septiembre de 2010 y se extenderá hasta mayo de 2011. Grace dejó el programa debido a producciones que se mudaron de Atlanta a Los Ángeles. En septiembre de 2011, el juez Jackie Glass, quien es conocido por presidir el caso de robo de O. J. Simpson, tomó el lugar de Grace. El espectáculo continuó por una temporada más y dejó de producir en 2012.

### Controversias
En un artículo de The New York Times de 2011, David Carr escribió: «Desde que comenzó su show en 2005, la presunción de inocencia ha encontrado un enemigo deliberado en el ex fiscal que se convirtió en juez y jurado de transmisión». Criticó su manejo del secuestro de Elizabeth Smart, el caso de lacrosse de Duke, la entrevista y el suicidio de Melinda Duckett, y el caso de Caylee Anthony. El profesor de derecho de la Universidad George Washington, Jonathan Turley, le dijo a Carr que Grace, como abogada y periodista, «ha logrado degradar ambas profesiones con su exageración, su rabia y su sensacional análisis. Una parte del público la toma en serio, y su show erosiona el respeto por los derechos básicos».
En enero de 2014, nuevamente encendió la controversia por su representación extremadamente negativa de usuarios de marihuana recreativa. Grace hizo declaraciones como que los usuarios eran «gordos y flojos» y que cualquiera que no estuviera de acuerdo con ella estaba «letárgico, sentado en el sofá, comiendo patatas fritas» a la corresponsal de CNN, Brooke Baldwin, durante un segmento que cubría la legalización en Colorado el 6 de enero de 2014.
El 11 de octubre de 2016, The Jim Norton and Sam Roberts Show tuvieron a Grace como invitada, en la cual la acusaron de capitalizar la tragedia de los demás, para su beneficio personal. También abordaron su manejo de la muerte de The Ultimate Warrior y el caso de lacrosse de Duke. Norton dijo durante la entrevista que no le gustó desde hace un tiempo y que anteriormente lo bloqueó en Twitter. Grace, al defenderse, declaró que ella misma era una víctima del delito, y declaró que no le hicieron una sola pregunta decente. Al día siguiente en The View, Grace se dirigió a la entrevista, llamando a Norton y Roberts como Beavis y Butt-Head. Grace dijo que tuvo que contener las lágrimas durante la entrevista y declaró: «Realmente no sé lo que era, pero fue un infierno para mí».

#### Secuestro de Elizabeth Smart
Durante el caso del secuestro de Elizabeth Smart 2002, cuando la policía detuvo al sospechoso Richard Ricci basándose en que tenía antecedentes penales y había trabajado en la casa de Smarts, Grace proclamó de inmediato y repetidamente en Court TV y Larry King Live de CNN que Ricci era culpable, aunque había poca evidencia para apoyar este reclamo. También sugirió públicamente que la novia de Ricci estaba involucrada en el encubrimiento de su presunto crimen. Grace siguió acusando a Ricci, aunque murió mientras estaba bajo custodia. Más tarde se reveló que Smart fue secuestrado por Brian David Mitchell y Wanda Barzee, dos personas con las que Ricci no tenía conexión.
Cuando Court TV confrontó a Grace siete meses más tarde para preguntarle si ella era incorrecta en su afirmación de que Ricci era culpable, y si se sentía mal por ello de alguna manera, ella afirmó que Ricci era «un conocido ex convicto, un delincuente conocido. Y despertó sospechas sobre sí mismo, así que ¿quién podría culpar a nadie por afirmar que él fue el perpetrador?» Cuando Larry King le preguntó sobre el asunto, comparó la crítica de sí misma con las críticas a la policía en el caso. Ella dijo: «No voy a permitir que lleves a la policía conmigo en un viaje de culpa».
En julio de 2006, Grace entrevistó a Smart, quien estaba promoviendo un proyecto de ley. Grace le pidió repetidamente información sobre su secuestro. Smart le dijo que no se sentía cómoda al discutirlo, a pesar de la persistencia de Grace en el asunto. Finalmente, Grace se detuvo cuando Smart dijo que «no apreciaba [a Grace] sacar todo esto en claro».

#### Caso de Danielle van Dam
Durante el juicio de David Westerfield en 2002 por el secuestro y asesinato de lacrosse de Duke, Grace dejó en claro en Larry King Live que ella pensaba que él era culpable, pero ella cometió algunos errores. Por ejemplo, ella dijo que había limpiado con vapor su vehículo recreativo, pero no se presentaron pruebas de que sí. El Dr. Henry Lee señaló que si lo hubiera hecho, no habrían encontrado las huellas dactilares y la mancha de sangre en la alfombra. Cabe señalar, sin embargo, que David Westerfield fue declarado culpable del secuestro y asesinato de Danielle van Dam.
Grace también desestimó la propuesta de la defensa de que el cabello y las fibras que se encuentran en la chaqueta negra de Westerfield habían sido transferidos de Van Dam a Westerfield cuando los dos estaban bailando en un bar el viernes por la noche. Grace sostuvo que la chaqueta era de cuero y que una transferencia no hubiera sido posible.
Ella también hizo algunas declaraciones apuntando a la posible inocencia de Westerfield. La evidencia más fuerte contra Westerfield fue encontrada en su vehículo recreativo, particularmente una gota de sangre de van Dam y su huella de la mano. Esa evidencia podría explicarse inocentemente si, en algún momento anterior, mientras estaba estacionada, desbloqueada en las calles fuera de su casa, Van Dam había entrado en ese vehículo, tal vez para explorarlo por curiosidad. No había ningún testimonio de que ella lo hubiera hecho, pero Grace dijo que «puede imaginarse a una niña que entra a una casa rodante y juega en ella, como si vieran una piscina, podrían saltar, o un patio de recreo, podrían jugar en eso».

#### Alegaciones de lacrosse de Duke
Grace tomó una posición vehemente y favorable a la acusación durante el caso de lacrosse de Universidad Duke en 2006, en el que Crystal Gail Mangum, una estríper y estudiante de la Universidad Central de Carolina del Norte, acusó falsamente a tres miembros del equipo masculino de lacrosse de la Universidad Duke de violarla en una fiesta. Antes de que Duke suspendiera la temporada de su equipo masculino de lacrosse, ella dijo sarcásticamente en el aire: «¡Estoy tan contenta de que no se hayan perdido un juego de lacrosse por algo tan simple como la violación en grupo!» y «¿Por qué irías con un policía en un supuesto caso de violación en grupo, por ejemplo, y mentirías y daría información engañosa?». Después de la inhabilitación del Fiscal de Distrito Mike Nifong, el fiscal general Roy Cooper declaró inocentes a los tres jugadores de las acusaciones de violación hechas por Mangum y Nifong. En la siguiente transmisión de su programa, Grace no apareció y una reportera suplente, Jane Velez-Mitchell, anunció la eliminación de todos los cargos.

#### Suicidio de la entrevistada Melinda Duckett
En septiembre de 2006, Melinda Duckett, de 22 años, se suicidó después de una entrevista realizada por Grace sobre la desaparición su hijo Trenton, de dos años. Grace entrevistó a Duckett menos de dos semanas después de que el niño desapareció, la interpeló por su supuesta falta de apertura con respecto a la desaparición de su hijo y le preguntó a Duckett «¿Dónde estabas? ¿Por qué no nos dices dónde estabas ese día?». Duckett parecía confundido y no pudo responder si ella había tomado una prueba de polígrafo o no. Cuando Grace le preguntó por qué no podía dar cuenta de los detalles específicos, Duckett comenzó a responder, «porque me dijeron que no lo hiciera», a lo que Grace respondió: «Srta. Duckett, usted no nos está diciendo por una razón. ¿Cuál es la razón? "Te niegas a dar ni siquiera los hechos más simples de dónde estabas con tu hijo antes de que desapareciera. Es el día doce». De acuerdo con la transcripción de CNN, Duckett respondió: «(INAUDIBLE) con todos los medios. No solo está allí, solo todos los medios. Periodo». Grace luego pasó a un psicólogo que afirmó que Duckett estaba «esquivando el problema».
Al día siguiente, antes de la transmisión del programa, Duckett se pegó un tiro, una muerte que los familiares afirman fue influenciada por el escrutinio de los medios de comunicación, particularmente por parte de Grace. En declaraciones a Orlando Sentinel, el abuelo de Duckett, Bill Eubank, dijo: «Nancy Grace y los demás, simplemente la golpearon hasta el final. No era alguien quien hubiera pensado en hacer algo como esto». CNN también ha sido criticado por permitir que el programa salga al aire tras el suicidio de Duckett. La policía que investigaba el caso no había identificado a Melinda Duckett como sospechosa en el caso en ese momento, pero después de su suicidio la policía dijo que, como casi todos los padres están en casos de menores desaparecidos, ella era sospechosa desde el principio.

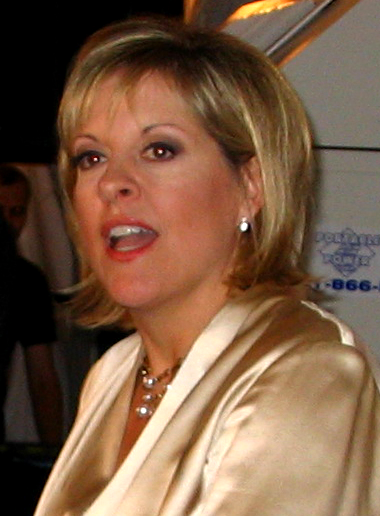
Grace en su fiesta para su nuevo libro Objection!, en el Bryant Park Grill, Nueva York, 2005.

En una entrevista en Good Morning America, Grace dijo en reacción a los eventos que «en todo caso, sugeriría que la culpa la hizo suicidarse. Sugerir que una entrevista de 15 o 20 minutos puede hacer que alguien se suicide se está enfocando en lo incorrecto». Luego dijo que, aunque simpatizaba con la familia, sabía por su propia experiencia como víctima del crimen que esas personas buscan a alguien más a quien culpar.
Al describirlo como un «acontecimiento extremadamente triste», Janine Iamunno, una portavoz de Grace, dijo que su programa continuaría siguiendo el caso ya que tenían la «responsabilidad de llamar la atención sobre este caso con la esperanza de ayudar a encontrar a Trenton Duckett». Grace comentó que «no creo que nuestro programa tenga la culpa de lo que le sucedió a Melinda Duckett. La verdad no siempre es agradable o cortés o fácil de dejar. A veces es duro y duele».
El 21 de noviembre de 2006, The Smoking Gun expuso un litigio pendiente en nombre de la herencia de Melinda Duckett, afirmando un reclamo de muerte por negligencia contra CNN y Grace. El abogado de la propiedad alega que, incluso si Duckett mató a su propio hijo, el cuestionamiento agresivo de Grace traumatizó tanto a Duckett que se suicidó. También argumenta que la decisión de CNN de transmitir la entrevista después del suicidio de Duckett traumatizó a su familia. Trenton nunca ha sido encontrado.
El 8 de noviembre de 2010, Grace llegó a un acuerdo con la propiedad de Melinda Duckett para crear un fondo fiduciario de $ 200,000 dedicado a ubicar a Trenton. Este acuerdo se alcanzó un mes antes de que comenzara el juicio por jurado. Según el acuerdo, si el joven es encontrado vivo antes de cumplir 13 años, el fideicomiso restante será administrado por un fideicomisario, la tía abuela de Trenton, Kathleen Calvert, hasta que cumpla 18 años y los fondos sean transferidos para su uso. Si no se encuentra a Trenton antes de cumplir 13 años, o si se lo encuentra pero no está vivo, los fondos se transferirán de inmediato al Centro Nacional para Menores Desaparecidos y Explotados. «Nos complace que la demanda haya sido desestimada. La declaración habla por sí misma», dijo una portavoz de CNN.

#### Caso de Caylee Anthony
De 2008 a 2011, la desaparición de Caylee Anthony y el enjuiciamiento, juicio y absolución de su madre Casey Anthony por los cargos de asesinato del niño fueron una característica habitual del show de Nancy Grace. Ella revelaría cada nuevo detalle de la historia. Su programa es citado por haber «inflado casi por sí solo el caso de Anthony de un asesinato local de rutina en una obsesión nacional». Grace se refirió a Casey Anthony como la «madre tot», una frase que Elizabeth Flock en The Washington Post describió como «casi burlona».
La audiencia de Nancy Grace se duplicó con creces en las semanas posteriores al inicio del juicio de Casey Anthony. David Carr escribió que Grace llevó su show a la escena de prueba en Orlando, Florida para «lanzar invectivas desde una distancia cercana e íntima». Grace expresó furia por la absolución de Anthony justo después del anuncio del veredicto y dijo: «Las mentiras de mamá parecen haber funcionado». En una conferencia de prensa después de que se leyeron los veredictos, Cheney Mason, uno de los abogados defensores de Anthony, culpó a los medios por un «asesinato mediático» que condujo al odio público hacia Anthony. Él también dijo:

«Puedo decirles que mis colegas de costa a costa y de frontera a frontera han condenado todo este proceso de abogados que aparecen en la televisión y hablan de casos de los que no saben nada, y no tienen la experiencia para respaldar sus palabras o la ley para hacerlo».

Grace lo tomó personalmente y respondió: «¿Qué le importa lo que dicen los expertos?». También afirmó que tenía tanta experiencia legal como Mason y criticó a los abogados defensores por enfrentarse a los medios antes de mencionar el nombre de Caylee Anthony en su conferencia de prensa y declaró que «aquí no hay forma de que este sea un veredicto verdad».
Michelle Zierler, directora del Proyecto de Derecho y Periodismo de la Facultad de Derecho de Nueva York, dijo que Grace «siempre está segura de que el acusado es culpable y necesita un castigo instantáneo» y esto afectó su análisis del caso. Howard Finkelstein, el defensor público del Condado de Broward, Florida, dijo:

«Nancy Grace debería ofender a todos los periodistas que hay. Estos abogados en la televisión durante el juicio de Anthony solo ofrecieron un lado, todos lo creyeron, y ahora usted tiene una gran parte de la población que cree que el sistema legal los defraudó. Cada vez que eso sucede, pierdes parte de la comunidad nacional».

El día que Anthony fue sentenciada por cargos menores de mentirle a los investigadores, un partidario sostenía un letrero que decía: «Nancy Grace, deja de intentar arruinar vidas inocentes. El jurado ha hablado. P.S. ¡Nuestro sistema legal aún funciona!».
En una aparición televisada con el experto en medios Dan Abrams, Grace dijo que Anthony había sido liberada de la cárcel: 

«Nadie desea justicia justiciera; nadie lo defiende. Las personas que se oponen al veredicto del jurado, que piensan que estaba equivocado, realmente están buscando justicia, y no creo que esas personas estén interesadas en perjudicar a la madre tot, Casey Anthony».

 Abrams cometó: 

«Hay demasiada gente que ama a Nancy Grace, que ve a Nancy Grace con regularidad, que van a ver a [Anthony] por ahí en algún lado y van a pasar un momento muy, muy difícil donde quiera que vaya».

#### Muerte de Whitney Houston
Los principales medios de comunicación han sugerido que Grace hizo acusaciones «extremadamente especulativas» sobre su programa de que la investigación sobre la muerte de Whitney Houston debe incluir la posibilidad de que alguien haya sido responsable de ahogar a Houston. Algunos reporteros han señalado que Grace debería haber esperado el informe del forense antes de presentar esta acusación.

#### Suicidio de Toni Annette Medrano
El 22 de noviembre de 2011, Toni Annette Medrano mató accidentalmente a su hijo de 3 semanas, Adrián Alexander Medrano, mientras ella dormía en el sofá con él. Según la denuncia penal, Medrano le dijo a la policía que había consumido casi un quinto entero de vodka la noche antes de que su hijo muriera y se durmió con él en un sofá. A la mañana siguiente, se despertó y encontró a su hijo pequeño indiferente y frío al tacto. Mientras Grace cubría el caso, apodó infamemente a Medrano como la «madre vodka». Durante uno de sus shows, Grace trajo una botella de vodka a su set y sirvió fotos para demostrar cuánto había bebido Medrano la noche de la muerte de su hijo. En junio de 2012, Medrano fue acusada de dos cargos de homicidio en segundo grado. Si hubiese sido declarada culpable en ambos casos, Medrano habría enfrentado un máximo de diez años de prisión.
«El bebé está muerto por la mamá vodka», dijo Grace durante su show del 11 de junio en HLN. «No me importa si estaba conduciendo un automóvil, con una pistola o sosteniendo un quinto de vodka. [No] me importa. El bebé está muerto a manos de la mamá». Durante el espectáculo, Grace dijo que los cargos presentados contra Medrano no eran lo suficientemente duros. «No veo cómo todo esto fue un accidente y quiero cargos por asesinato», dijo Grace.
El 2 de julio, Medrano se roció con líquido inflamable y se prendió fuego. Murió de sus heridas el 7 de julio. Después de su muerte, el esposo de Medrano y el padre de su hijo dijeron que sintió que el segmento que Grace hizo fue cruel y agregó: «Las cosas que la gente dijo eran horribles. Muestran que el acoso cibernético también le sucede a los adultos». Después del suicidio de Melinda Duckett, este es el segundo suicidio al que Grace ha estado vinculada. El 4 de enero de 2012, se resolvió una demanda contra la CNN presentada por la familia de Medrano, «puedo decirles que el caso fue resuelto en principio hace dos semanas», dijo el abogado de lesiones personales Michael Padden. Nunca se atendió formalmente una demanda, pero «resolvimos el caso simplemente mediante negociación», dijo.

#### Amanda Knox
Grace comentó sobre el caso de Amanda Knox: «Me molestó mucho, porque creo que es un gran error judicial. Creo que aunque Amanda Knox no usó el cuchillo ella misma, creo que ella estaba allí, con su novio, y que él hizo la acción, y que ella lo incitó. Eso es lo que creo que sucedió... Solo sé los hechos... No estoy tratando de obtener la primera entrevista de Amanda Knox porque mi programa no paga entrevistas. En segundo lugar, no creo que vaya a decir la verdad de todos modos, ¿cuál es el punto?».

#### The Ultimate Warrior
Después de la muerte de The Ultimate Warrior el 8 de abril de 2014, miembro de la WWE, Grace invitó al luchador retirado Diamond Dallas Page en su programa para hablar sobre Warrior. Desconocido para Page, el tema del episodio fue muertes en la industria del entretenimiento deportivo causadas por esteroides. Grace afirmó que «los rumores de uso de esteroides y drogas se arremolinaban» en el caso de la muerte de Ultimate Warrior, aunque una autopsia concluyó que Warrior había muerto por causas naturales sin drogas ni alcohol en su sistema en el momento de la muerte. Durante el segmento, Grace hizo varias menciones a una lista de luchadores que habían muerto jóvenes, relacionando sus muertes con el abuso de drogas. La lista incluía luchadores cuyas muertes no estaban relacionadas con el abuso de drogas.
Después de la emisión del segmento, una petición en Change.org solicitando que CNN elimine a Nancy Grace de la televisión recibió más de 10,000 firmas dentro de las veinticuatro horas. #CancelNancyGrace se convirtió en un tema de tendencia en Twitter después de la emisión del episodio. Page lanzó una declaración después de emitirse el episodio, afirmando que estaba bajo la suposición de que estaría compartiendo historias en la memoria de Warrior y no sabía que los esteroides serían el único tema discutido. Posteriormente, WWE le pidió a sus talentos pasados y presentes que no aparecieran en el programa de HLN de Grace. Nancy Grace respondió a las críticas diciendo a Radar Online que daría la bienvenida a todas las personalidades de la WWE que vengan a su programa para «corregir todos mis conceptos erróneos».

#### Desaparición de Charles Bothuell V
Durante uno de sus noticieros, Grace entrevistó a Charles Bothuell IV, informándole que su hijo, Charles Bothuell V fue encontrado, para sorpresa de Bothuell IV, en su sótano por miembros de la policía.

#### Demanda de Michael Skakel
En 2012, el show de Grace informó erróneamente que la evidencia de ADN relacionó a Michael Skakel con el asesinato de Martha Moxley. HLN se retractó y resolvió una demanda en octubre de 2013.

## Otros trabajos
El primer trabajo de ficción de Grace, The Eleventh Victim, también publicado por Hyperion, fue lanzado el 11 de agosto de 2009. El thriller de misterio sigue a una joven estudiante de psicología, Hailey Dean, cuyo novio es asesinado semanas antes de su boda. Continúa procesando el crimen violento y se ve obligada a contar con lo que dejó atrás. Publishers Weekly lo describió como «menos que convincente». Una segunda novela, Death on the D-List, se publicó el 10 de agosto de 2010.
Grace también ayudó al personal de una línea directa en un centro para mujeres maltratadas de Atlanta durante 10 años. Desde el 10 de enero de 2017, Grace organizó un podcast diario sobre el crimen en línea llamado Crime Stories with Nancy Grace.

## Vida personal

### Matrimonio y maternidad
En abril de 2007, Grace se casó con David Linch, un banquero de inversiones de Atlanta, en una pequeña ceremonia privada. Los dos se conocieron mientras estudiaba en la Universidad Mercer en la década de 1970. Grace, quien había renunciado al matrimonio después de la muerte de su prometido, dijo: «Hemos estado en contacto todos estos años, y mucho tiempo, estábamos separados por geografía y tiempo. Fue una decisión improvisada para casarse. Le dije a mi familia solo dos días antes de la boda».
El 26 de junio de 2007, Grace anunció en su programa de entrevistas de HLN que su vida había «cambiado radicalmente» en el sentido de que estaba embarazada y esperaba que los mellizos nazcan en enero de 2008. Lucy Elizabeth y John David nacieron en noviembre de 2007.

### Alegaciones sobre el asesinato de su prometido
En marzo de 2006, un artículo en el New York Observer sugirió que en su libro Objection!, Grace había embellecido la historia del asesinato de su novio de la universidad en 1979 y el juicio subsiguiente para hacer que respaldara mejor su imagen. Grace describió la tragedia como el ímpetu para su carrera como fiscal y defensora de los derechos de las víctimas, y a menudo se ha referido públicamente al incidente. Observer investigó el asesinato y encontró varias contradicciones aparentes entre los eventos y las siguientes declaraciones de Grace, que incluyen lo siguiente:
- Su prometido, Keith Griffin, no fue disparado al azar por un extraño, sino por un excompañero de trabajo, Tommy McCoy.
- McCoy no tenía antecedentes penales.
- En lugar de negar el crimen, McCoy confesó la noche del asesinato.
- El jurado deliberó por unas horas, no días.
- No hubo una cadena de apelaciones en curso (la familia de McCoy no quería ninguna). McCoy solo ha presentado una petición de habeas, que fue rechazada.

Grace le dijo a Observer que no había investigado el caso en muchos años y «trató de no pensar en ello». Dijo que había hecho sus declaraciones anteriores sobre el caso «con el conocimiento que tenía».
En respuesta a las afirmaciones de Keith Olbermann en una entrevista con Rolling Stone en marzo de 2007, en las que se citaba: «Cualquiera que adornaría la historia del asesinato de su propio prometido debería pasar esa hora al día no en televisión sino en la silla de un psiquiatra». Grace dijo: «No me sometí a la facultad de derecho y luché todos los años por que las víctimas del crimen desperdiciaran un minuto de mi tiempo, mi energía y mi educación en una guerra de palabras con Keith Olbermann, a quien nunca ni tuve ningún desacuerdo. Siento que tenemos X cantidad de tiempo en la Tierra, y que cuando nos rendimos ante nuestros detractores o pasamos un tiempo innecesario en peleas tontas, creo que eso abusa de la posibilidad de que tengamos que hacer algo bueno».
El asesino de Griffin, Tommy McCoy, fue puesto en libertad condicional por el Departamento Penitenciario de Georgia el 5 de diciembre de 2006.

## Otros trabajos televisivos

### Dancing with the Stars
Grace participó en la temporada 13 de Dancing with the Stars, que comenzó a transmitirse el 19 de septiembre de 2011. Fue emparejada con el bailarín profesional Tristan MacManus. La pareja duró 8 semanas y se ubicó en el quinto puesto en la competencia antes de ser eliminada el 8 de noviembre de 2011, a solo una semana de la semifinal.

### Raising Hope
A principios de abril de 2012, Grace apareció en los dos últimos episodios de la segunda temporada del programa de televisió Raising Hope.

### Law & Order
EEl 22 de mayo de 2007, Grace apareció en el episodio «Screwed» de Law & Order: Special Victims Unit de la temporada 8, interpretándose a ella misma junto a Star Jones.

### Hancock
Grace tiene un cameo en la película Hancock, protagonizada por Will Smith.

### Hollywood Medium with Tyler Henry
En junio de 2017, Grace se sentó para una lectura del supuesto médium psíquico, Tyler Henry, en wl programa de E!, Hollywood Medium with Tyler Henry. Grace creía que Henry se estaba comunicando con su padre muerto, así como con su novio asesinado, y dijo que había recibido el cierre. Después de la lectura, Grace dijo «había muchas cosas [que Henry] dijo que era imposible para él haber obtenido en Internet o incluso una búsqueda en la computadora, discursos que he dado, de cosas que han sucedido, me resulta difícil de creer... encuentra que muchas de las cosas que dijo son absolutamente increíbles». En abril de 2018, Susan Gerbic analizó la lectura y detalló en Nancy Grace Should be Ashamed of Herself! exactamente cómo desafortunadamente Grace había sido engañada por las usuales técnicas fraudulentas de la lectura en frío y la lectura caliente usadas por «vampiros de dolor» como Henry para convencer a la gente de que tienen poderes paranormales.

## Representaciones de Grace en los medios

### Conexión conLaw & Order
Los programas de Law & Order a menudo basan sus historias ficticias en eventos de la vida real y han presentado historias basadas en Grace en varias ocasiones.
En el episodio «Haystack» de Law & Order: SVU, una reportera entusiasta llamada Cindy Marino (interpretada por Kali Rocha) causa que la madre de un hijo secuestrado se suicide.
En Law & Order: Criminal Intent, Grace también ha sido comparado con un personaje llamado Faith Yancy (Geneva Carr) quien presenta un talk show similar (Inside American Justice) que sensacionaliza cualquier caso en el que estén trabajando los personajes principales y les dificulta el trabajo para obtener acceso a testigos clave. Aunque, el personaje podría basarse en cualquier número de personas con este tipo de espectáculo. El personaje apareció en los episodios «In the Wee Small Hours» (fecha de emisión original del 6 de noviembre de 2005), «Masquerade» (fecha de emisión original del 31 de octubre de 2006), «Albatross» (fecha de emisión original del 6 de febrero de 2007), «Neighborhood Watch» (fecha de emisión original del 10 de agosto de 2008) y «Lady's Man» (fecha de emisión original del 28 de junio de 2009).

### The Newsroom
El episodio ocho de The Newsroom, «The Blackout Part I: Tragedy Porn», presenta una escena en la que el personal de la redacción desmantela la cobertura de Grace del caso Caylee Anthony.

### Onion News Network
Shelby Cross, un personaje recurrente que aparece en Onion News Network, una parodia de programas de noticias por cable producidos por The Onion, es una parodia del estilo sensacionalista y de confrontación de Grace, y su tendencia a asumir de inmediato la culpabilidad de los sospechosos delictivos. Cross también participó en una variedad de actividades no éticas, como robar la casa de un sospechoso (y destruir sus pertenencias) en busca de «pruebas» que la policía haya pasado por alto, y fomentar la sospecha de hombres decente de Oriente Medio, incluso alentar a los espectadores a construir «Justicia arroja» en sus patios traseros para confinar presuntos terroristas.

### Saturday Night Live
El sketch show de comedia Saturday Night Live  ha parodiado a Grace, tanto dentro como fuera del contexto de su show, varias veces desde su ascenso a la fama. Originalmente Grace fue interpretada por Amy Poehler, miembro del elenco de SNL. Su impresión aparece en una parodia del show de Nancy Grace durante la temporada 32 de Saturday Night Live (en el episodio 7). El boceto parodiaba las reacciones de Grace ante la aparición infame de Michael Richards en la fábrica de risa, el juicio de O. J. Simpson y sus propias multas de estacionamiento. Durante el boceto, el presentador Matthew Fox retrata a un asistente de estacionamiento que el personal de Grace trajo de la calle, donde le estaba dando a Grace una multa de estacionamiento. Poehler también interpretó la voz de Grace, el 21 de mayo de 2005, como parte del segmento de la serie Saturday TV Funhouse en un sketch de Divertor. Durante esta aparición, Grace dice poco más que «[Nombre de la celebridad en cuestión] debería freírse».
Luego, Grace interpretaría a la miembro del elenco de Saturday Night Live, Abby Elliott, en el boceto So You've Committed A Crime... And You Think You Can Dance?, en el que Grace es la jueza del concurso de baile. En el boceto, Grace llama al espectáculo «asqueroso».
Más recientemente, Grace fue retratada por el jugador destacado Noël Wells en la temporada 39, episodio 11. El boceto parodia la reacción de Grace a la legalización de la marihuana en Colorado presenta al presentador e invitado musical Drake haciendo una impresión del comediante  Katt Williams. Gran parte del diálogo de Grace del boceto se eliminó directamente de una entrevista que realizó el 6 de enero de 2013, con Brooke Baldwin en la sala de prensa de CNN, en particular la frase «Tengo la sospecha de que eres pro-marihuana. Y no me gusta».

### This Hour Has 22 Minutes
Un boceto recurrente en la serie de cómics de boicot de CBC, This Hour Has 22 Minutes, presenta a Cathy Jones como Betty Hope, una sátira obvia de Grace.

### Studio 60 On The Sunset Strip
Durante el episodio «Disaster Show» de la serie Studio 60 on the Sunset Strip, Grace interpreta a Sarah Paulson como parte de un boceto en el programa titular dentro de un espectáculo. En el episodio, el personaje de Paulson, Harriet Hayes, realiza una parodia del show Nancy Grace.

### Gone Girl
Es ampliamente reconocido, por los medios y por la propia Grace, que el personaje de Ellen Abbot en la película de 2014, Perdida, se basa en Grace. En una entrevista con la actriz Missi Pyle, quien interpretó a Abbot en la película, Grace dijo a los expertos que estaba «muy halagada» y que «se rió ruidosamente», llamando aGone Girl su nueva imagen favorita.